# Эндоваскулярная хирургия
Эндоваскуля́рная хирурги́я (рентгенохирургия, интервенционная кардиология и интервенционная радиология) — хирургические вмешательства, проводимые на кровеносных сосудах чрескожным доступом под контролем методов лучевой визуализации с использованием специальных инструментов.
Эндоваскулярная операция на сердце - хирургическое вмешательство, проводимое на сердце хирургическими инструментами, вводимыми чрескожным доступом через кровеносные сосуды под контролем методов лучевой визуализации с использованием специальных инструментов.  

## История
Это относительно молодое направление современной медицины.
Изначально эндоваскулярная техника создавалась исключительно для диагностических целей. Однако получение феноменальных результатов лечения позволило этому направлению занять обособленную нишу в современных медицинских технологиях. Благодаря достижениям эндоваскулярной хирургии появились альтернативы таким методам традиционной хирургии как коронарное шунтирование, каротидная эндартерэктомия и клипирование аневризм.

## Суть метода
Главной особенностью эндоваскулярной хирургии является то, что все вмешательства производятся без разрезов — через пункцию небольшие проколы на коже (инструментом 1-4 мм в диаметре) под рентгеновским (ангиографическим) контролем в специальной рентгенооперационной.
Вмешательства выполняют врачи-рентгенохирурги или эндоваскулярные хирурги — специалисты, обладающие квалификацией хирургов и рентгенологов одновременно и умеющие работать со сложной медицинской аппаратурой.
В большинстве случаев для выполнения эндоваскулярного вмешательства не требуется наркоз, выполняется только местное обезболивание в точке пункции (прокола сосуда). Это позволяет выполнять вмешательства даже пациентам с тяжелыми сопутствующими заболеваниями, которым противопоказано традиционное хирургическое лечение. Так как после вмешательства не остается обширной послеоперационной раны и швов, в большинстве случаев, пациенты могут быть выписаны из стационара через 1-3 дня после операции.
Операционный риск, болевой синдром, время восстановления, по сравнению с традиционной хирургией, существенно снижены.

## Типы вмешательств
- Баллонная ангиопластика

Основоположник ангиопластики — Андреас Грюнтциг, немецкий врач, работавший в Швейцарии и США. В Цюрихе он ознакомился с методом американского врача Чарльза Доттера, благодаря которому удавалось повысить кровоток через пораженные атеросклерозом сосуды, спасая пациентов от ампутации. В 1973 году Грюнтциг сконструировал катетер с баллончиком. Нагнетание в него воздуха делало возможным воздействие на склеротические уплотнения. Первое удачное устранение сужения коронарной артерии Грюнтциг произвел в 1977 году, однако его метод не нашел признания в Швейцарии. Тогда врач переехал в США, где стал профессором университета Эмори в Атланте и провел более 5000 удачных операций по расширению просвета коронарных артерий.
- стентирование
- эмболизация
- химиоэмболизация
- Установка внутрисосудистых фильтров
- Удаление тромбов
- Адресное введение лекарственных средств

## Область применения
Уникальные методы эндоваскулярной хирургии применяются в
- Кардиологии: (ишемическая болезнь сердца, острый инфаркт миокарда)
- Нейрохирургии: (Аневризма, Мальформация, Фистула, Атеросклероз, Тромбоз)
- Сосудистой хирургии: (облитерирующий атеросклероз, окклюзии периферических артерий, тромбоэмболия лёгочной артерии, абдоминальный ишемический синдром)
- гепатологии: (цирроз печени, первичный и метастический рак печени).

Также эндоваскулярная методика используется при лечении болезней крови, вазоренальной гипертензии, фибромиомы матки, аденоме простаты и многих других болезнях, до недавнего времени предполагавших серьёзное хирургическое вмешательство.
Хорошо зарекомендовали себя такие методы эндоваскулярной хирургии как баллонная ангиопластика и имплантация эндопротеза (стента) — стентирование, эмболизация и установка других (кроме стентов) внутрисосудистых устройств. Метод баллонной ангиопластики и стентирования позволяет восстанавливать проходимость суженых или закупоренных сосудов, что является основной причиной таких заболеваний как ишемическая болезнь сердца, атеросклероз артерий нижних конечностей и др. Эмболизация, напротив, применяется для окклюзирования (закупорки) сосудов. Этот метод широко используется в лечении больных с кровотечениями различной локализации, в лечении варикоцеле, тазового варикоза, миом матки, синдрома портальной гипертензии, в комплексном лечении опухолей. Установка внутрисосудистых устройств (кава-фильтров, стент-фильтров и пр.) является эффективным методом лечения при ряде заболеваний или профилактики осложнений.